# Хоростковский комбинат хлебопродуктов
Хоростковский комбинат хлебопродуктов (укр. Хоростківський комбінат хлібопродуктів) — предприятие пищевой промышленности в городе Хоростков Тернопольской области.

## История
В советское время Хоростковский комбинат хлебопродуктов входил в число крупнейших предприятий города.
После провозглашения независимости Украины КХП перешёл в ведение Министерства сельского хозяйства и продовольствия Украины.
В марте 1995 года Верховная Рада Украины внесла комбинат в перечень предприятий, приватизация которых запрещена в связи с их общегосударственным значением.
После создания в августе 1996 года государственной акционерной компании «Хлеб Украины» комбинат стал дочерним предприятием ГАК «Хлеб Украины». В дальнейшем, государственное предприятие было преобразовано в открытое акционерное общество.
В августе 1999 года Кабинет министров Украины принял решение о продаже предприятия.
В декабре 2005 года Кабинет министров Украины утвердил решение о продаже контрольного пакета акций предприятия (в размере 55 % акций), который выставило на продажу отделение Фонда государственного имущества Украины в Тернопольской области.

## Современное состояние
Основными функциями предприятия являются хранение и переработка зерна, также комбинат осуществляет помол муки.